# Zahlungsdiensteaufsichtsgesetz
Das Zahlungsdiensteaufsichtsgesetz (ZAG) regelt die Beaufsichtigung von Zahlungsdiensten in der Bundesrepublik Deutschland und setzt die Zahlungsdiensterichtlinien der Europäischen Union in nationales Recht um.

## Historie
Das Gesetz geht zurück auf die Richtlinie 2007/64/EG, die erste EU-Zahlungsdiensterichtlinie von 2007, deren Intention die Schaffung eines einheitlichen Zahlungsdiensterechts im europäischen Binnenmarkt war. Daneben sollten Zahlungsdienstleister durch die Beseitigung grenzüberschreitender Hindernisse dazu ermächtigt werden, ihre Dienstleistungen im gesamten europäischen Raum anbieten zu können. Die Umsetzung erfolgte in Deutschland durch das Gesetz zur Umsetzung der aufsichtsrechtlichen Vorschriften der Zahlungsdiensterichtlinie (Zahlungsdiensteumsetzungsgesetz) in 2009.
Zur Umsetzung der Richtlinie (EU) 2015/2366, der zweiten EU-Zahlungsdiensterichtlinie von 2015, wurde das Zahlungsdiensteaufsichtsgesetz an die geänderten Vorgaben zur Beaufsichtigung der Zahlungsdienstleister in der EU mit dem Gesetz zur Umsetzung der Zweiten Zahlungsdiensterichtlinie am 13. Januar 2018 angepasst.

## Regelungszweck
Bis zum Inkrafttreten der ersten Zahlungsdiensterichtlinie waren Zahlungsdienste keinem einheitlichen Rechtsrahmen unterstellt, so dass sich bei dem Finanztransfergeschäft weltweit informelle Systeme etabliert haben, beispielsweise so genanntes Hawala-Banking (System der „Zwei Töpfe“). Diese stellen in vielen Teilen der Welt verlässliche und kostengünstige Methoden für schnelle Geldtransfers dar, operieren aber regelmäßig außerhalb des regulären und regulierten Finanzsystems und sind damit anfällig für den Missbrauch durch kriminelle Organisationen für Geldwäsche oder Terrorismusfinanzierung.

## Zahlungsdienstleister
Das Gesetz unterscheidet zwischen Zahlungsinstituten und Zahlungsdienstleistern (oft als Payment Service Provider – PSP bezeichnet). Unter den Begriff des Zahlungsdienstleisters fallen neben den Zahlungsinstituten auch Kreditinstitute und E-Geld-Institute. Das Zahlungsdiensteaufsichtsgesetz unterscheidet gemäß § 1 Abs. 1 Satz 1 verschiedene Zahlungsdienstleister:
1. der Bund, die Länder, die Gemeinden und Gemeindeverbände sowie die Träger bundes- oder landesmittelbarer Verwaltung, soweit diese nicht hoheitlich handeln,
2. E-Geld-Institute,
3. die Europäische Zentralbank, die Deutsche Bundesbank sowie andere Zentralbanken in der Europäischen Union oder den anderen Staaten des Abkommens über den Europäischen Wirtschaftsraum, wenn sie nicht in ihrer Eigenschaft als Währungsbehörde oder andere Behörde handeln
4. Kreditinstitute und
5. Zahlungsinstitute.

Zahlungsinstitute sind alle Unternehmen, die gewerbsmäßig oder in einem Umfang, der einen in kaufmännischer Weise eingerichteten Geschäftsbetrieb erfordert, Zahlungsdienste erbringen, ohne unter die Nummern 1 bis 4 zu fallen.

## Zahlungsdienste
Das Zahlungsdiensteaufsichtsgesetz definiert in § 1 Abs. 1 Satz 2 die Zahlungsdienste im Sinne des Gesetzes. Zahlungsdienste sind demnach
1. das Ein- oder Auszahlungsgeschäft,
2. das Zahlungsgeschäft in Form des Lastschriftgeschäfts, das Überweisungsgeschäft und das Zahlungskartengeschäft ohne Kreditgewährung,
3. das Zahlungsgeschäft mit Kreditgewährung,
4. das Akquisitionsgeschäft,
5. das Finanztransfergeschäft,
6. Zahlungsauslösedienste und
7. Kontoinformationsdienste.

Das Erbringen eines Zahlungsdienstes im Sinne des Gesetzes ist erlaubnispflichtig. Eine Erlaubnispflicht nach dem ZAG besteht nur für Zahlungsinstitute. Die Bundesanstalt für Finanzdienstleistungsaufsicht (BaFin) übt die Aufsicht über die Zahlungsinstitute aus und erteilt die Erlaubnisse zum Erbringen der Zahlungsdienste. Im Rahmen des Erlaubnisverfahrens sind u. a. ein Nachweis, dass das Zahlungsinstitut über ausreichendes Anfangskapital verfügt, ein Geschäftsplan mit einer Budgetplanung für die ersten drei Geschäftsjahre und die Beschreibung der Maßnahmen zur Erfüllung der Sicherungsanforderungen (§ 17 ZAG) einzureichen. Das Zahlungsinstitut muss bei seiner Tätigkeit insbesondere die Sicherung der Kundengelder für den Insolvenzfall gewährleisten.

## Grenzüberschreitender Dienstleistungsverkehr
Wegen der Dienstleistungs- und Niederlassungsfreiheit können Zahlungsinstitute, welche die Erlaubnis einer europäischen Aufsichtsbehörde besitzen, ihre Zahlungsdienste im Wege des grenzüberschreitenden Dienstleistungsverkehrs auch in Deutschland erbringen.